# Aleggia
Aleggia è una frazione di Amatrice, posta sulle pendici del Monte Prato (noto anche come Monte dell'Aleggia, 1.913 m s.l.m., Monti Reatini), a poca distanza dalla Via Salaria.

## Storia
Il paese di Aleggia appartiene a quelle che, in epoca romana, erano chiamate Terrae Summatina, già citata nel VI secolo come appartenente al Gastaldato longobardo di Rieti. Per la sua posizione strategica divenne uno dei principali castelli summatini insieme a quelli dei vicini Pasciano e Roccasalli, e insieme a questi fu al centro di feroci dispute territoriali tra Amatrice, Norcia e Arquata del Tronto a partire dal XII secolo.
Compare tra i baronati del Catalogus baronum di Ruggero il Normanno, e se ne attesta la partecipazione alle crociate assieme agli altri baroni dei borghi summatini.
Grazie alla posizione favorevole Aleggia conobbe un periodo di grande sviluppo a partire dal XIII secolo, divenendo una vera e propria cittadella, ma il suo sviluppo fu limitato dalla vicinanza di Amatrice e Cittareale e infine bloccato definitivamente dai disastrosi eventi sismici del 7, 14 e 17 ottobre del 1639 in cui Aleggia fu rasa al suolo franando quasi completamente nella sottostante profonda valle del Torrente Nea. Successivamente fu riedificata solo in parte nell'attuale posizione e seguì le sorti della vicina Amatrice. Dell'antica cittadella restano oggi solo le rovine della Chiesa di San Giovanni. Nel 1672, nel 1703 e nel 1730 altri violenti terremoti colpirono il territorio summatino danneggiando anche Aleggia.
A partire dal XVIII secolo subì un periodo di decadenza e spopolamento, e come tutta la zona fu interessata dal fenomeno del brigantaggio. Con l'unità d'Italia fu inserita nell'ambito del territorio amatriciano nell'Abruzzo Ulteriore Secondo e dal 1927 con la creazione della provincia di Rieti fa parte del Lazio.
Attualmente, durante l'inverno, risulta disabitata.